# Joshua Kitolano
Joshua Kitolano (Kongói DK, 2001. augusztus 3. –) kongói DK-i születésű norvég korosztályos válogatott labdarúgó, a holland Sparta Rotterdam középpályása.

## Pályafutása

### Klubcsapatokban
Kitolano a Kongói Demokratikus Köztársaságban született. Az ifjúsági pályafutását a norvégiai Gulset csapatában kezdte, majd 2017-ben az Odd akadémiájánál folytatta.
2018-ban mutatkozott be az Odd első osztályban szereplő felnőtt csapatában. Először a 2018. április 15-ei, Strømsgodset ellen 3–0-ra elvesztett mérkőzés 79. percében, Thomas Grøgaard cseréjeként lépett pályára. Első gólját 2019. május 12-én, a Tromsø ellen idegenben 2–1-re megnyert találkozón szerezte. 2022. augusztus 1-jén a holland első osztályban érdekelt Sparta Rotterdam együtteséhez szerződött. 2022. augusztus 5-én, a Heerenveen ellen 0–0-ás döntetlennel zárult bajnoki 78. percében, Younes Namlit váltva debütált.

### A válogatottban
Kitolano az U15-östől az U21-esig minden korosztályban képviselte Norvégiát.
2020-ban debütált az U21-es válogatottban. Először 2020. október 9-én, Portugália ellen 4–1-re elvesztett U21-es EB-selejtező 74. percében, Emil Bohinent váltva lépett pályára.

## Statisztikák
2022. november 11. szerint
| Klub             | Szezon   | Osztály     | Bajnokság | Bajnokság | Kupa | Kupa | Nemzetközi | Nemzetközi | Összesen | Összesen |
| ---------------- | -------- | ----------- | --------- | --------- | ---- | ---- | ---------- | ---------- | -------- | -------- |
| Odd              | 2018     | Eliteserien | 15        | 0         | 1    | 1    | —          | —          | 16       | 1        |
| Odd              | 2019     | Eliteserien | 21        | 1         | 4    | 1    | —          | —          | 25       | 2        |
| Odd              | 2020     | Eliteserien | 27        | 4         | —    | —    | —          | —          | 27       | 4        |
| Odd              | 2021     | Eliteserien | 28        | 2         | 1    | 0    | —          | —          | 29       | 2        |
| Odd              | 2022     | Eliteserien | 16        | 0         | 1    | 0    | —          | —          | 17       | 0        |
| Odd              | Összesen | Összesen    | 107       | 7         | 7    | 2    | 0          | 0          | 114      | 9        |
| Sparta Rotterdam | 2022–23  | Eredivisie  | 14        | 1         | 0    | 0    | —          | —          | 14       | 1        |
| Összesen         | Összesen | Összesen    | 121       | 8         | 7    | 2    | 0          | 0          | 128      | 10       |

## Fordítás
Ez a szócikk részben vagy egészben  a   Joshua Kitolano című angol Wikipédia-szócikk fordításán alapul.  Az eredeti cikk szerkesztőit annak laptörténete sorolja fel. Ez a jelzés csupán a megfogalmazás eredetét és a szerzői jogokat jelzi, nem szolgál a cikkben szereplő információk forrásmegjelöléseként.